# 媚俗

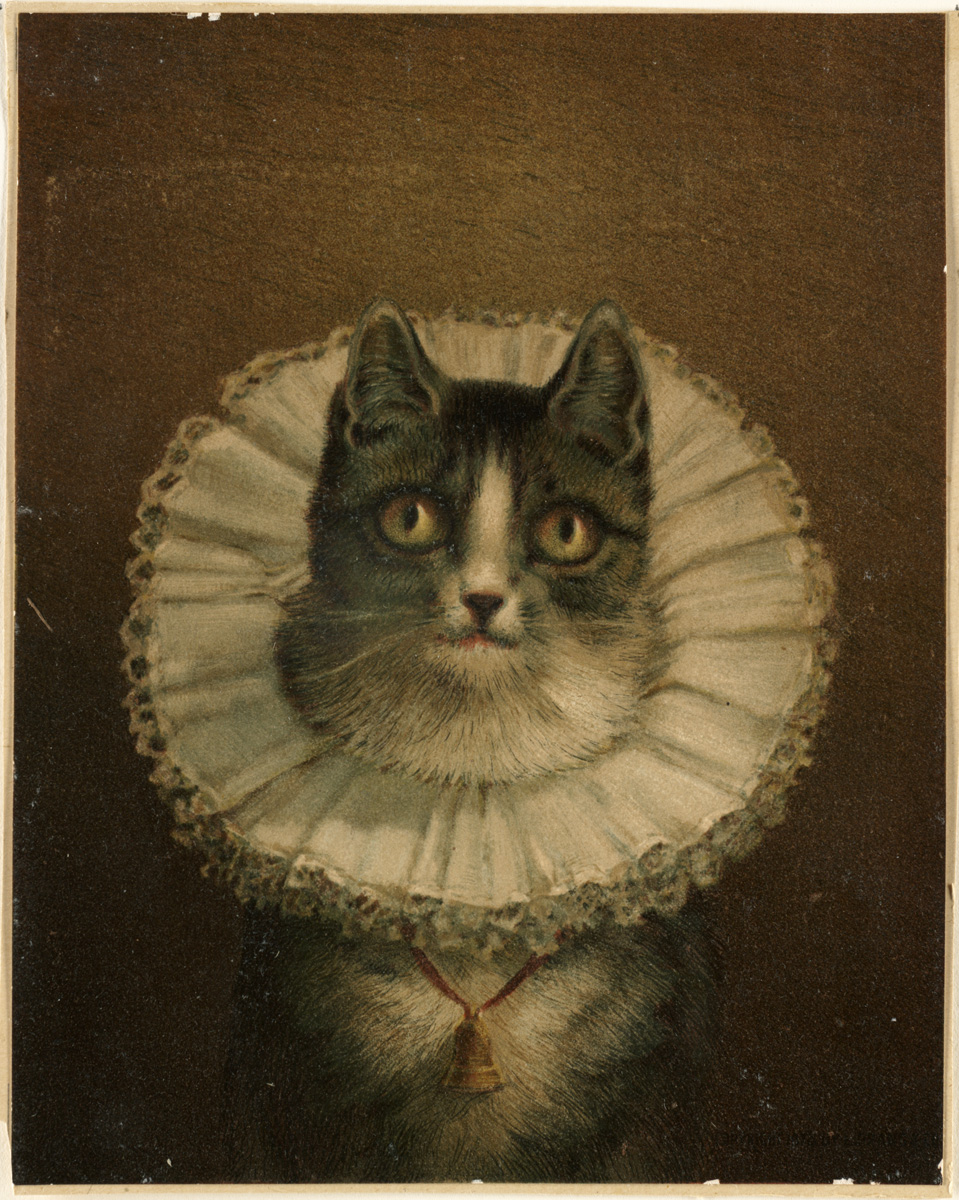
媚俗的一例：「寡婦」，Frederick Dielman所作的幽默畫，是19世紀一幅很受歡迎的板畫。

媚俗（德語：Kitsch）是一種被視為次等的視覺藝術形式，對現存藝術風格欠缺品味地作複製，又或是對已獲廣泛認同的藝術作毫無價值的模仿。這個概念亦有關於任何刻意地在作品中使用被公認為文化象徵的元素然後廉價地大量生產這些非原創的東西。
「媚俗」亦是指那些在美學上有所不足（不論是否傷感、迷人、具戲劇性或創意），在創意上只是通過重覆慣例和公式，流於表面地模仿藝術作品的某些藝術種類。傷感的氾濫亦與媚俗有關。
當代對媚俗的定義是帶貶意的，用以描述那些並非創作出來表達自我，而僅是為了迎合商業目的和大眾需求的作品。媚俗一般用作形容那些無重要性而又俗氣、精心計算來討好大眾、被視為造作和空洞，而非真正的藝術的作品。
媚俗這個概念最初所描述的一類藝術作品，是對19世紀在美學上傳達誇張的傷悲和情緒的藝術手法（例如通俗劇）的一種回應，所以，「媚俗藝術」和「傷感藝術」有密切關係。
例如，米兰·昆德拉在《生命不能承受之轻》写：当看见草坪上奔跑的孩子，由刻奇引起了两行前后紧密相连的热泪：第一行眼泪是：看见了孩子在草地上奔跑，多好啊；第二行是，和所有的人类在一起，被草地上奔跑的孩子们所感动，多好啊。米兰·昆德拉强调：“第二种眼泪使刻奇更加刻奇”。

## 外部連結
- "Kitsch" （页面存档备份，存于）. In John Walker's Glossary of art, architecture & design since 1945.
- Avant-Garde and Kitsch（页面存档备份，存于）—essay by Clement Greenberg
- Kitsch and the Modern Predicament （页面存档备份，存于）—essay by Roger Scruton
- world wide kitsch—kitsch painters and writers
- Why Dictators Love Kitsch （页面存档备份，存于） by Eric Gibson, The Wall Street Journal, August 10, 2009